# 浚県
浚県（しゅん-けん）は、中華人民共和国河南省鶴壁市に位置する県。黄河故道（旧流路）の北岸に位置する。古代には黎陽（れいよう）と呼ばれた古都で、三国時代には官渡の戦いの舞台となった。1994年に国家歴史文化名城に指定されている。

## 地理
浚県の県内は河川が多く、土地は肥沃で、地形は平野が主である。県の中心となる県城は明代に建設され、平野部に突出する大伾山と浮丘山が城壁内部にあり市街地を挟んでいる。「十里城池半入山」と呼ばれ、丘と街並みが織りなす風景は豫北地方の景勝の一つとされる。かつての城郭都市は、衛河や淇河、さらに古黄河が何度も決壊したことにより洪水の被害を受け、4度も水没し壊滅している。しかし洪水が収まるたびに街は再建されてきた。県城内の2つの山の上には古跡もまた非常に多く、文治閣、子貢祠、天寧寺、大石仏、碧霞宮、千仏寺石窟など100か所以上の重要文物がある。

## 歴史
商代には「黎」と呼ばれた。前漢は黎陽県を設け、後漢末期の官渡の戦いでは、ここを拠点にしていた袁紹軍を曹操軍が破り、黄河より北の地方を統一することに成功した。東晋は黎陽郡に昇格させ、北周はこれを改め黎州を置いた。宋代にはさらに改名して濬州としているが、この地区を流れる衛河と淇河が合流した後の名が濬水であったことから付いた名である。明代初年には降格され濬県となり、現在に至っている。

## 行政区画
- 街道：浚州街道、衛渓街道、黎陽街道、伾山街道
- 鎮：善堂鎮、屯子鎮、新鎮鎮、小河鎮、衛賢鎮、王荘鎮
- 郷：白寺郷

## 経済
浚県は優良な質の石材の産出でも知られ、北京市の十三陵や南京市の中山陵が建設された時には、浚県産の石材が使用された。
工業はタイヤのゴム生産や製紙業などを中心とするが、大企業はなく農業中心の経済となっている。小麦のほか、トウモロコシ、大豆、ラッカセイなどがおもな農産物である。特産品には蜂蜜、リンゴ、漢方薬がある。

## 文化・観光
浚県は、河南省に七箇所ある国家歴史文化名城の中で唯一の県級行政区である。県城の中には大伾山と浮丘山の二つの山が対峙し、西には衛河が流れる。文治閣が市街の中心で、東西南北に四条の大通りが伸びている。毎年正月九日と正月十六日には相次いで二つの山で盛大な社火表演が挙行され、周囲の農村部の人々も山に登り、幸福を祈る。豫北地方の盛大な年中行事の一つである。大伾山の上にある摩崖大仏は五胡十六国時代に建てられたもので、高さは22メートル余り、華北では最大級で造営された時期も早期のものである。石刻とあわせて全国重点文物保護単位に指定されている。浮丘山には碧霞宮（俗に「老奶大殿」という）という殿閣や千仏寺石窟があり、両方とも国家文物保護単位に指定されている。

## 交通
幹線高速道路である京港澳高速公路が浚県西部を北から南へ走り、鶴壁市淇浜区付近にある鉅橋鎮に浚県インターチェンジを設けている。また鶴壁市から濮陽市に至る東西の高速道路・濮鶴高速公路が浚県の北部を走っている。